# HK P30
Heckler & Koch P30, сокращённо HK P30 — немецкий полуавтоматический пистолет, произведённый компанией Heckler & Koch. Дальнейшее развитие пистолета Heckler & Koch P2000. Использует патроны типов 9×19 мм Парабеллум и .40 S&W. Выпускался в различных вариантах.

## Описание
P30 обладает длиной ствола 98 мм и массой в 740 г, использует стандартный полицейский пистолетный патрон калибра 9×19 мм (15 патронов на магазин). Рукоятка выполнена из армированного стекловолокном полиамида с коррозионно-стойкими металлическими ставками. За мушкой расположена планка Пикатинни.

## Использование
Адаптированный вариант используется Таможенной полицией ФРГ, которая первой закупила оружие (было изготовлено 13500 экземпляров P30 модификации V6, которые заменили SIG-Sauer P6). В то же время норвежская полиция заказала 7 тысяч пистолетов P30L V1. В октябре 2008 года правительство Швейцарии одобрило предложение кантона Цюрих по закупке пистолетов подобной модификации: стоимость закупленного товара составила 1,6 млн. швейцарских франков. Тем самым P30 заменил пистолеты SIG-Sauer P225 и P228. Позднее пистолеты появились на вооружении кантонов Золотурн, Аргау, Тургау, Базель, Аппенцелль-Ауссерроден и Аппенцелль-Иннерроден. В ноябре 2008 года Федеральная полиция Германии официально объявила о будущей закупке пистолетов, которая производилась с лета 2009 по 2011 годы. В 2010 году модификация P30 V2 была утверждена руководством полиции земли Гессен.
- Германия: 13 500 пистолетов типа V6 на службе Федеральной таможенной администрации[5][6], 30 тысяч типа V2 у сотрудников Федеральной полиции (планируется закупить ещё 5 тысяч)[7], ещё около 16 тысяч того же типа у сотрудников правоохранительных органов земли Гессен[8]
- Норвегия: полицейская служба Норвегии[5]
- Португалия: Гражданская полицейская служба и Национальная Республиканская гвардия приняли пистолет на вооружение в 2009 году[9]
- Швейцария: полиция Швейцарии (в том числе кантона Цюрих)[2]